# Ben Adams (cantante)
Ben Adams (Ascot, 21 novembre 1981) è un cantautore britannico.

## Biografia
Componente del gruppo degli a1 come voce, pianoforte, oboe e violino, inizia la sua carriera da solista nel 2005 con la pubblicazione del singolo Sorry che raggiunge il 18º posto nella Official Singles Chart. Inizia a scrivere e produrre anche per altri, scrive per la vincitrice della quinta edizione di X Factor UK Alexandra Burke, Lisa Scott-Lee il singolo Electric, o per Har Mar Superstar Get Off My Girl.
Fonda il suo studio di registrazione, il "Parkbench Studios", in Battersea Park. È direttore creativo delle band "Kissing Freddie" e "What Jane Did Next", di quest'ultima ne fa anche parte.
Nel 2009 partecipa al Celebrity Big Brother 6 dove si classifica quinto. Nel 2012 partecipa alla versione norvegese di Ballando con le stelle.
Alla finale del Melodi Grand Prix 2023 si è scoperto che è Keith, un membro del duo norvegese Subwoolfer.

## Discografia

### Da solista
- 2019 – All Wrapped Up

### Con gli A1
- 1999 – Here We Come
- 2000 – The A List
- 2002 – Make It Good
- 2010 – Waiting for Daylight
- 2012 – Rediscovered

### Con i Subwoolfer
Singoli
- 2022 – Give That Wolf a Banana
- 2022 – Melocoton (The Donka Donk Song)
- 2022 – Howling
- 2022 – Having Grandma Here for Christmas
- 2023 – Worst Kept Secret
- 2023 – We wrote a book
- 2023 – Coco Pops
- 2023 – I Think I Killed Rudolph